# Vitalpolitik
Vitalpolitik ist ein von dem deutschen Wirtschafts- und Sozialwissenschaftler Alexander Rüstow nach dem Zweiten Weltkrieg geprägter Begriff, der eine Erweiterung der traditionellen Ordnungspolitik im Hinblick auf die konkrete Lebenslage („Vitalsituation“) der Menschen fordert.

## Nähere Bestimmung von „Vitalpolitik“
Inspiriert wurde das Konzept nach Rüstows eigener Bekundung durch seinen Heidelberger Kollegen Erich Preiser, dessen Schrift Die württembergische Wirtschaft als Vorbild (1937) die halbbäuerlichen Siedlungs- und Wohnverhältnisse der württembergischen Industriearbeiter im 19. Jahrhundert in positivem Kontrast zu den menschenunwürdigen Wohn- und Lebensbedingungen des englischen Proletariats darstellte, wie sie etwa von Friedrich Engels in Die Lage der arbeitenden Klassen in England (1845) beschrieben wurden. Durch die Beschäftigungsfelder im eigenen Haus oder Garten bestehen Möglichkeiten sinnvollen Arbeitseinsatzes für Menschen, die aufgrund von zu niedrigem oder zu hohem Lebensalter oder wegen temporärer Arbeitslosigkeit nicht „in der Fabrik“ arbeiten können:

„Die Kinder, die noch nicht auf die Arbeit gehen können, die Alten, die nicht mehr zur Arbeit gehen, fühlen sich nicht überflüssig, sie sitzen nicht sinnlos und störend herum. Soweit ihre Kräfte schon oder noch reichen, können sie sich nützlich betätigen. Die Arbeitslosigkeit verliert ihre Schrecken, denn nachdem für das Existenzminimum durch die Arbeitslosenunterstützung gesorgt ist, kann der Mann endlich einmal wieder sein Dach reparieren, den schon lange geplanten Schuppen bauen, sein Land endlich einmal wieder gründlich umgraben […] Er ist in der Natur draußen, die Kinder haben eine gesunde erfreuliche Kindheit, alle pädagogischen Probleme, soweit sie überhaupt entstehen, vereinfachen sich ungeheuer, während sie in der Großstadt unlösbar sind. Kurz und gut, es ergibt sich eine unvergleichlich viel erfreulichere Vitalsituation. Deshalb ist man auch bereit, selbst eventuelle Lohneinbußen oder andere meßbare Nachteile in Kauf zu nehmen.“

Deshalb setzt sich Rüstow auch, anders als die meisten zeitgenössischen Neoliberalen und „Väter der Sozialen Marktwirtschaft“ zur Stärkung der „Betriebssolidarität“ für eine Ausweitung der innerbetrieblichen Mitbestimmung ein: „Ich bin deshalb der Meinung, daß das innerbetriebliche Mitbestimmungsrecht der Belegschaft jede nur mögliche Unterstützung verdient, und daß man alle innerbetrieblichen Regelungen, bei denen dies ohne unmittelbare Schädigung des primären Betriebszweckes möglich ist, der Selbstverwaltung der Beschäftigten überlassen sollte [...] Natürlich findet dieses innerbetriebliche Mitbestimmungsrecht seine Grenze bei der verantwortlichen wirtschaftlichen Leitung des Betriebes [...] Aber selbst da ließe sich bei gutem Willen noch etwas tun, und ich kenne Betriebe, in denen dies mit Erfolg getan wird.“
Rüstow kritisiert die Vielzahl von neugegründeten wirtschafts- und sozialwissenschaftlichen Instituten nach dem Zweiten Weltkrieg und beklagt die bisher mangelnde Beforschung der „Vitalsituation“: „Aber neben 10 Gründungen, die vielleicht entbehrlich sind, gibt es eine elfte, die umso notwendiger wäre [...], die eines Instituts [...], das sich hauptamtlich und ex professo um diese Dinge kümmert, um die Probleme der Vitalsituation, der Vitalpolitik.“
Rüstow (1952, S. 19) hoffte auch, das Konzept der Vitalpolitik werde sich im verschärfenden Kalten Krieg als bedeutender Beitrag zur „Vermeidung des dritten Weltkrieges“ einsetzen lassen, ohne dies aber näher auszuführen. Mit den anderen zeitgenössischen Liberalen ist er sich einig in der Skepsis gegenüber staatlicher Sozialpolitik, die er nach dem Prinzip der Subsidiarität – wie es auch dem späteren Bundessozialhilfegesetz zu Grunde liegt – als nachrangig gegenüber dezentralen Formen der Selbst- und Familienhilfe sowie der Nachbarschaftshilfe und auf Sicherung eines Existenzminimums begrenzt betrachtet. Bedeutend hinaus über den Liberalismus seiner Zeit geht Rüstows Forderung nach weitestgehender Startgerechtigkeit durch stark progressive Besteuerung von ererbtem (in Gegensatz zu erarbeitetem) Vermögen, die theoriegeschichtlich an entsprechende Forderungen des englischen Liberalen John Stuart Mill im 19. Jahrhundert anschließt.

## Rezeption
Das von Rüstow immer wieder beispielhaft erwähnte, aber nie systematisch entwickelte Konzept der Vitalpolitik als Kontrast zu staatlich verordneter Sozialpolitik hat in den fünfziger Jahren in Politik und Wissenschaft nur eine zögerliche und reservierte Aufnahme gefunden, am ehesten noch bei dem mit Rüstow befreundeten neoliberalen Ökonomen Wilhelm Röpke. Vielen erschien es zu unpräzise, die dahinter liegenden Vorstellungen wurden oft als sozialromantisch betrachtet. Naheliegenden Einwänden gegen die Vitalpolitik, wie vor allem die erhöhte Immobilität der Arbeiter aufgrund ihres Eigenheimbesitzes, begegnete Rüstow selbst durch den nicht weiter quantifizierten Hinweis auf ihre nach seiner Meinung überwiegenden gesellschaftlichen Vorteile. Nachdem das Konzept seit Mitte der sechziger Jahre fast völlig in Vergessenheit geraten war, wird es in den letzten Jahren im Zusammenhang mit neueren wirtschafts- und sozialwissenschaftlichen Entwicklungen, wie der Glücksforschung und der Diskussion über neue Wohlfahrtsmaße, wieder in begrenztem Maße in die Betrachtung mit einbezogen. Insbesondere kann die Vitalpolitik als Ansatz der Befähigung verstanden werden, der in Tradition des Lebenslagenkonzeptes steht und Ähnlichkeit mit dem gegenwärtigen Capability Approach von Amartya Sen aufweist.